# 文阿弥
文阿弥（もんあみ/ぶんあみ、生年不詳 - 1517年12月23日（永正14年11月11日））は、室町時代後期の華道家である。号は綉谷庵。

## 経歴・人物
文阿弥と名乗った人物は2人もしくは3人いたとされ、初代文阿弥については景徐周麟が著した『綉谷庵文阿弥肖像賛』によると足利将軍家に同朋衆として仕えて生け花の技術が詳細に書かれている。また後にその雰囲気に合わせて、文阿弥はその感情を顕著に表現した生け花を作成したとされた。
また同時期活動していた同じ華道家の大沢久守や公家の鷲尾隆康等と親交を持ち、久守とは彼と共に斯波家の華会で立花をしたことを『山科家礼記』に記されている。門人に月谷老人や宣阿弥、正阿弥等がいた。

## 主な著作物
- 『文阿弥花伝書』